# 李麗姬
李丽姬（?—?），《续资治通鉴长编》作李丽妃。中國五代十国之南汉中宗皇帝刘晟的爱姬，与内侍监许彦真专权用事。後主劉鋹時，龔澄樞和许彦真有矛盾，告發李丽妃和许彦真勾結，许彦真想要暗殺龔澄樞，事發许彦真被處死。